# 高梁市立高梁中学校
高梁市立高梁中学校（たかはししりつ たかはしちゅうがっこう）は岡山県高梁市にある公立中学校。

## 沿革
1966年に旧校舎で開校した。2001年に現在の校舎に建て替えた。1988年に高梁市立松原中学校を統合した。

## 学区
南は高梁市松山と高梁市落合町、北は高梁市川端町と高梁市高倉町八長大瀬と西は高梁市松原町が学区である。

## 卒業生
- 長坂あかり（元演歌歌手）
- 齋藤愛美（陸上選手）